# Мишина улица
Ми́шина у́лица (также — у́лица Ми́шина; до 7 июня 1922 года — Миха́йловская у́лица) — улица, расположенная в Северном административном округе города Москвы на территории Савёловского района.

## История
Улица ранее носила название Миха́йловская у́лица, по-видимому, по фамилии одного из домовладельцев. 7 июня 1922 года получила современное название вместе с Мишиным проездом, который до этого назывался Михайловский проезд и был переименован для устранения одноимённости с Михайловским проездом. Название улицы — в форме притяжательного прилагательного (чей?), а не родительного падежа (имени кого?).

## Расположение
Мишина улица проходит от Петровско-Разумовского проезда на северо-запад, с юго-запада к ней примыкает Мирской проезд, далее улица Мишина пересекает Коленчатый и Мирской переулки и проходит до Мишина проезда. Нумерация начинается от Петровско-Разумовского проезда.

## Примечательные здания и сооружения
По нечётной стороне:
- № 33 — жилой дом. Здесь жил скульптор Гавриил Шульц[3].

По чётной стороне:
- № 12 — жилой дом. Здесь жили Богданова Галина Сергеевна, химик, одна из основателей Института Стекла и  математик, кибернетик и философ Юлий Шрейдер[4].

## Транспорт

### Автобус
По Мишиной улице маршруты наземного общественного транспорта не проходят. У юго-восточного конца улицы, в Петровско-Разумовском проезде, расположена остановка «Магазин „Оптика“» автобусов 22, т29; у середины улицы, в Мирском переулке, — остановка «Улица Юннатов» автобуса 319 и остановка «Мирской переулок» автобусов 22, 22к, 727 на улице Верхняя Масловка.

### Метро
- Станция метро «Динамо» Замоскворецкой линии — юго-западнее улицы, на Ленинградском проспекте
- Станция метро «Петровский парк» Большой кольцевой линии (северный вестибюль)